# Närvarons metafysik
Närvarons metafysik är ett begrepp inom dekonstruktion. Enligt dekonstruktionens tolkning har man under hela västerlandets filosofiska historia byggt upp en metafysik eller ontoteologi, vilken framhåller närvaro på bekostnad av frånvaro.
I sitt verk Varat och tiden menar den tyske filosofen Martin Heidegger att definitionen av tid i stort sett har förblivit oförändrad sedan Aristoteles Fysiken. Heidegger hävdar att alla senare beskrivningar av vad tid är har bestämts av Aristoteles definition.
Den franske filosofen Jacques Derrida, som var influerad av Heidegger, ifrågasätter Aristoteles definition av tid, vilken bygger på ousia (varat) som explicit parousia (närvaro). Derrida menar att filosofer i alla tider har fokuserat på denna "närvarons metafysik" och bortsett från frånvarons och skillnadens avgörande roll.